# Nasibina
Nasibina (asyryjska Naṣībīna, klasyczne Nisibis, współczesne Nusaybin) – w 1 połowie I tys. p.n.e. miasto w północnej Mezopotamii, w rejonie górnego biegu Chaburu, u południowych podnóży gór Kasziari (wsp. Tur Abdin), na obszarze zajmowanym wcześniej przez królestwo Hanigalbat. Zajmowało strategiczną pozycję na ważnej drodze łączącej północną Mezopotamię z wybrzeżem Morza Śródziemnego.

## Historia
Asyryjski król Adad-nirari II (911-891 p.n.e.) wspomina w swych rocznikach o pokonaniu Nur-Adada, króla Nasibiny, pochodzącego z aramejskiego plemienia Temanitów, w trakcie swych wypraw wojennych w 901 i 900 r. p.n.e. Zwycięstwa te nie były jednak najwyraźniej decydujące, gdyż król ten zmuszony był poprowadzić jeszcze jedną wyprawę wojenną przeciw Nasibinie w 896 r. p.n.e. Tym razem armia asyryjska dotarła pod samo miasto, obległa je i zdobyła. Nur-Adad został pojmany i jako zakładnik wysłany do Asyrii, a Nasibina wraz z innymi miastami w regionie przyłączona została do państwa asyryjskiego. Za rządów Tukulti-Ninurty II (890-884 p.n.e.), syna i następcy Adad-nirari II, Nasibina była bazą wypadową armii asyryjskiej w trakcie ostatniej znanej wyprawy tego władcy poprowadzonej przez niego w rejon środkowego biegu Eufratu. W 1 połowie IX w. p.n.e. Nasibina przyłączona została do prowincji naczelnego dowódcy wojsk (turtanu), a następnie, po podboju przez Salmanasara III (858-824 p.n.e.) królestwa Bit-Adini, stała się osobną prowincją (w asyryjskich listach i kronikach eponimów jako urzędnik limmu w 852 r. p.n.e. wymieniany jest już gubernator prowincji Nasibina o imieniu Szamasz-abua). Począwszy od panowania Szamszi-Adada V (823-811 p.n.e.) gubernatorzy Nasibiny pojawiają się już regularnie w asyryjskich listach i kronikach eponimów (byli urzędnikami limmu w 815, 800, 782, 774, 746, 736 i 715 r. p.n.e.). Prowincja ta wzmiankowana jest w dwóch dekretach królewskich Adad-nirari III (810-783 p.n.e.). Znanych jest też kilka listów wysłanych przez Taklak-ana-beli, gubernatora zarządzającego Nasibiną w końcu VIII w. p.n.e., do asyryjskiego króla Sargona II (722-705 p.n.e.). W 612 r. p.n.e. Nasibina została zdobyta i splądrowana przez babilońskiego króla Nabopolassara.
Miasto to zaczyna pojawiać się ponownie w źródłach pisanych z okresu hellenistycznego, kiedy to, pod nazwą Antiochia Mygdonia, było przez pewien czas częścią imperium Seleukidów. W II i I w. p.n.e., pod nazwą Nisibis, stało się częścią królestwa Partów i armeńskiego imperium Artaksydów. Ze źródeł pisanych wynika, iż miasto to wciąż jeszcze istniało w okresie rzymskim i bizantyńskim.

## Asyryjscy gubernatorzy Nasibiny
Asyryjscy gubernatorzy Nasibiny znani z asyryjskich list i kronik eponimów:
- Szamasz-abua – pełnił urząd eponima w 852 r. p.n.e.[3][4];
- Szarru-hattu-ipel – pełnił urząd eponima w 815 r. p.n.e.[3][5];
- Szep-Isztar – pełnił urząd eponima w 800 r. p.n.e.[3][5];
- Iluma-le’i – pełnił urząd eponima w 782 r. p.n.e.[3][6];
- Isztar-duri – pełnił urząd eponima w 774 r. p.n.e.[3][6];
- Nergal-nasir – pełnił urząd eponima w 746 r. p.n.e.[3][7];
- Ninurta-ilaja – pełnił urząd eponima w 736 r. p.n.e.[3][7];
- Taklak-ana-beli – pełnił urząd eponima w 715 r. p.n.e.[3][8]